# Burg Lohmar
Die Burg Lohmar ist eine frühere Wasserburg in Nordrhein-Westfalen. Sie gehört zur Stadt Lohmar im Rhein-Sieg-Kreis.

## Lage
Die ehemalige Wasserburg liegt im Talgrund der Agger auf einer Höhe von 64 m ü. NHN, ca. einen halben Kilometer westlich des Lohmarer Stadtzentrums. Das Gelände liegt außerhalb der Ortsbebauung unmittelbar zwischen Fluss und Bundesautobahn 3.

## Geschichte
Um die Mitte des 14. Jahrhunderts wird die gotische Wasserburg von Graf Dietrich II. von Loos und Chiney, Herr von Heinsberg, Blankenberg und Löwenburg, errichtet, vermutlich auf den Resten eines älteren Herrensitzes. Offenbar ist der Bau der neuen Burg jedoch widerrechtlich erfolgt, wie aus einer Urkunde des Neffen des Erbauers, des Grafen Godart von Loen, vom 19. März 1361 hervorgeht. Nur der Freundschaft des Grafen von Berg habe Dietrich von Loen es zu verdanken gehabt, dass er die Burg nicht umgehend niederlegen musste. Godart verpflichtet sich jedenfalls, sie nur als Wohnung zu nutzen und nicht weiter zu befestigen.
Spätestens bis 1400 geht die Burg aus dem Besitz der Familie von Loen an die von Ro(i)de über, die sie jedoch an die Eheleute Gerhard von Reven und Juetgin von Hatzfeld zunächst als Pfand übertragen und schließlich am 21. Mai 1444 verkaufen. Die Burg gehört dann bis zum Ende des 17. Jahrhunderts denen von Reven. Letzter Herr auf Lohmar ist Jost Max von der Reven, Amtmann zu Beyenburg und Pfälzischer Geheimrat, der am 28. August 1693 stirbt.
Bis Burg Lohmar 1818 durch Verkauf an die Familie Contzen in bürgerliche Hände kommt, sind noch einige Eigentümerwechsel zu verzeichnen. 1875 schließlich wird das Anwesen in zwei landwirtschaftliche Güter geteilt.
Auch heute noch befindet sich die Burg in Privatbesitz.

## Baubeschreibung

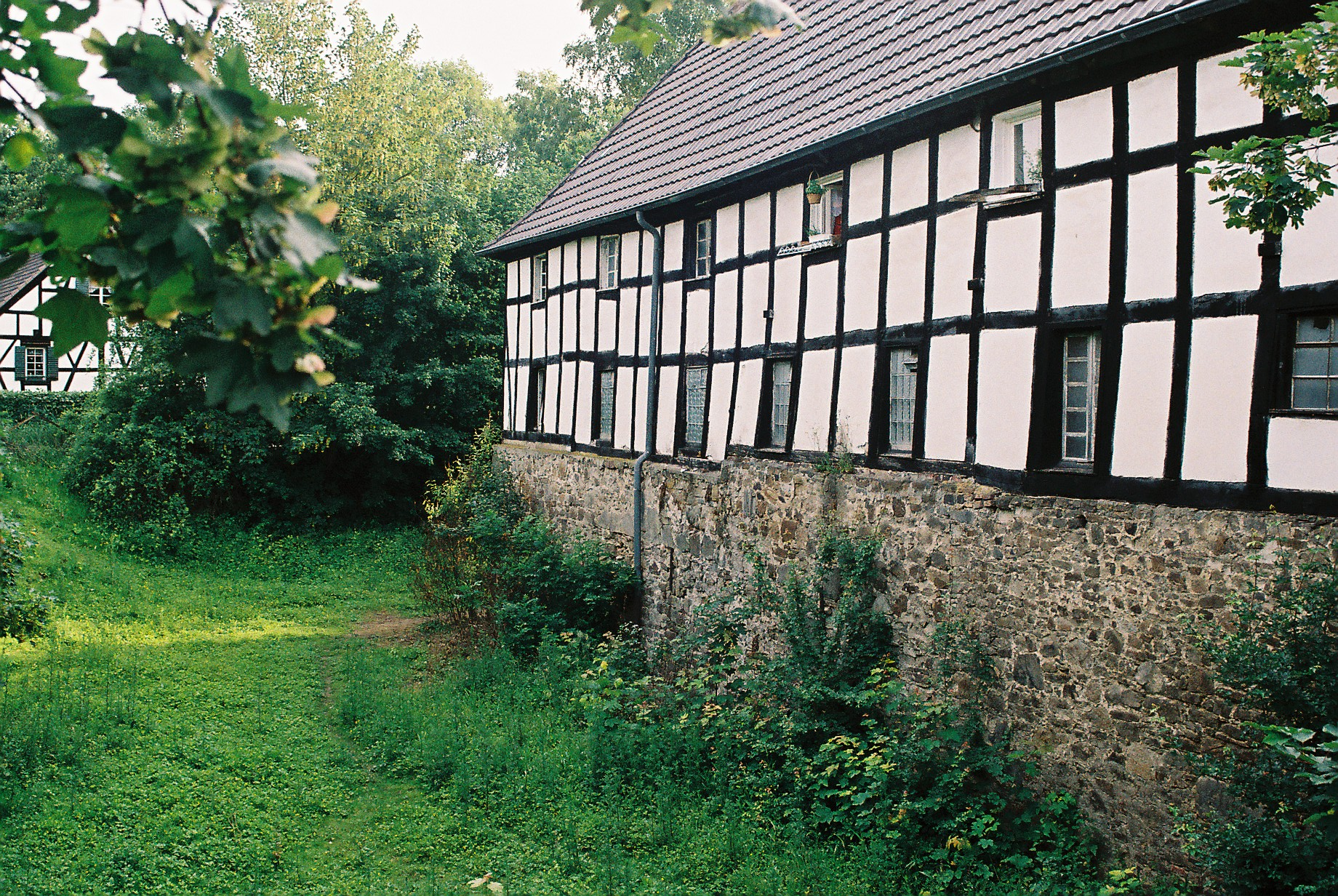
Südliche Ecke des Ostflügels mit Burggraben

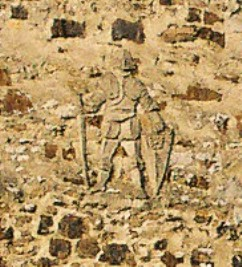
Detail von der Giebelwand des Herrenhauses (nicht ursprünglich)

Die Anlage besteht aus einem in Grauwacke ausgeführten zweigeschossigen Herrenhaus auf der Westseite, das aus dem 14. Jahrhundert stammt und ursprünglich durch einen Wassergraben von der 1717 in Fachwerk auf älteren Bruchsteinfundamenten errichteten dreiflügeligen Vorburg getrennt war. Deren mittlerer, nach Osten gerichteter Flügel ist durch einen Torbogen aus Haustein geteilt, der das Ehewappen der Familien von Groote und Coesfeld trägt, die zu Anfang des 18. Jahrhunderts Besitzer der Burg waren. Vor dieser Zufahrt befindet sich eine gemauerte Brücke über die Reste des ehemaligen Burggrabens, der heute nicht mehr mit Wasser gefüllt und im nordöstlichen Teil mit Erde zugeschüttet bzw. überbaut ist. Der nördliche Gebäudeflügel wurde Mitte des 20. Jahrhunderts durch eine Halle für Wagen und Gerätschaften ersetzt und der Ostflügel mit den Stallungen durch einen stilgerechten Anbau nach Norden verlängert. Weitere Ergänzungsbauten entstanden im Hofinneren.
Die gesamte Anlage, die noch als landwirtschaftlicher Betrieb genutzt wird, kann nur von außen besichtigt werden.